# Jim Webb
James Henry Webb Jr., detto Jim (Saint Joseph, 9 febbraio 1946), è un politico statunitense, senatore per lo stato della Virginia dal 2007 al 2013.

## Biografia

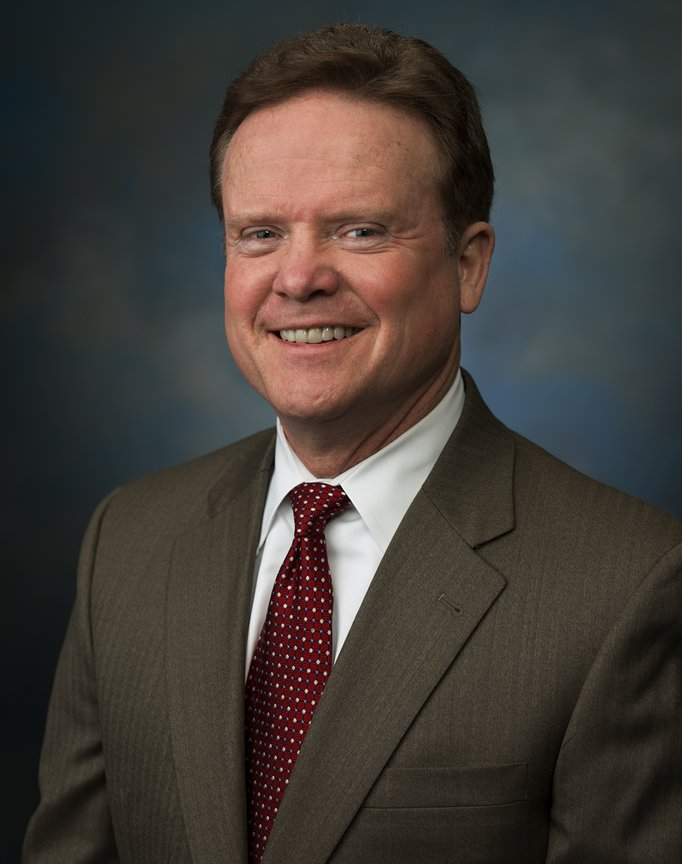
Jim Webb nel 2007

Figlio di Henry James Webb, ufficiale della United States Air Force e Vera Lorraine Hodges, vanta origini scozzesi. Frequentò diverse scuole a causa del lavoro del padre che lo portava a continui spostamenti, non solo negli Stati Uniti ma anche in Inghilterra. Diplomatosi a Bellevue nello stato del Nebraska, ha poi continuato gli studi presso la University of Southern California.
Repubblicano, fu Assistente Capo del Segretario alla Difesa e poi il 18 Segretario della Marina degli Stati Uniti d'America (United States Department of Defense) sotto il Presidente Ronald Reagan. Nel 2006 Webb si candidò al Senato come democratico contro il repubblicano in carica George Allen. Webb riuscì a sconfiggere Allen e venne eletto senatore, carica che mantenne fino al 2013, quando decise di non chiedere un altro mandato e venne succeduto da Tim Kaine.
Webb si è sposato 3 volte: la prima con Barbara Samorajczyk, da cui divorziò nel 1979 quando la figlia Amy aveva 8 anni; la seconda con Jo Ann Krukar, sposata nel 1981 e da cui ebbe i figli Sarah, Jimmy e Julia; la terza con Hong Le Webb, sposata nel 2006.
Nel 2008 il suo nome è tra i papabili più accreditati come Vicepresidente degli Stati Uniti d'America in ticket con Barack Obama che alla fine sceglierà di nominare Joe Biden.
Il 15 giugno 2015 si candida alle Primarie democratiche come Presidente degli Stati Uniti viaggiando intorno al 1-2% dai sondaggi. Il 20 ottobre 2015 annuncia il suo ritiro dalla corsa annunciando di appoggiare un possibile candidato indipendente. È il primo a ritirarsi dalla corsa democratica alla Casa Bianca il 20 ottobre.